# 大猩猩市
大猩猩市（英語：Gorilla City）是由美國DC漫畫出版的漫畫書中出現的城市，由John Broome和卡邁恩·因凡蒂諾創作，大猩猩市首次出現在《閃電俠》(vol. 1) #106（1959年4月）。這座城市隱藏在非洲叢林中是一群超級聰明的大猩猩的家園，這些大猩猩從隕石中獲得了力量。超級反派大猩猩古魯德也來自這座城市 。

## 其他媒體
- 綠箭宇宙
  - 《閃電俠》：大猩猩市出現在地球2某處。第二季為了解決大猩猩古魯德的問題，閃電俠小隊曾經把它丟於此地。第三季古魯德策劃讓2號地球的大猩猩攻擊1號地球中央市 (DC漫畫)，最後貝瑞·艾倫與索洛瓦合作下解決事件。讓古魯德關入A.R.G.U.S.。第六季因無限地球危機 (綠箭宇宙)事件，古魯德改邪歸正想要重回大猩猩市。

## 資料來源
1. ↑  Beatty, Scott, , Dougall, Alastair  (编), , New York: Dorling Kindersley: 141, 2008, ISBN 0-7566-4119-5, OCLC 213309017